# Даву (бронепалубный крейсер)
Бронепалубный крейсер «Даву» (фр. Davout) — родоначальник французских бронепалубных крейсеров малого водоизмещения. По его образцу было построено значительное количество крейсеров, весьма близких по конструкции и силуэту. Версией «Даву» стал бронепалубный крейсер «Суше» (фр. Suchet).

## Название
Назван в честь маршала Франции Луи Никола Даву, героя Наполеоновских войн, который особенно прославился своей победой над прусской армией в Ауэрштадском сражении.

## Конструкция

### Корпус
Наиболее характерными чертами «Даву» стали огромный плугообразный таран, скошенная корма и сильный завал бортов, призванный обеспечить артиллерии хорошие углы обстрела. Крейсер изначально получил массивные боевые мачты с марсами, впоследствии заменённые на мачты-однодревки. 

### Силовая установка
Силовая установка питалась паром от восьми цилиндрических огнетрубных котлов. Сами машины впервые имели экспериментальные перевёрнутые цилиндры.

### Бронирование
Защита крейсера обеспечивалась прежде всего карапасной броневой палубой. Она находилась выше ватерлинии на 0,5 метра в центральной части корабля и изгибалась к бортам на глубину 1,16 метра ниже ватерлинии. Над палубой находился коффердам, заполненный целлюлозой, шириной 1,2 метра.

### Вооружение
Из шести 164-мм орудий два находились в носовой части корабля и могли вести огонь по курсу через порты, остальные располагались в спонсонах, в центральной части крейсера.

## Служба
«Даву» был заложен в сентябре 1887 года на верфи ВМФ в Тулоне. На воду крейсер спустили в октябре 1889 года, а в строй он вступил в 1891 года. В 1901 году крейсер прошёл перевооружение на орудия новых моделей, число торпедных аппаратов сократилось до четырёх, потом до двух. Списан «Даву» был в 1910 году.